# خوشحال‌خان ختک

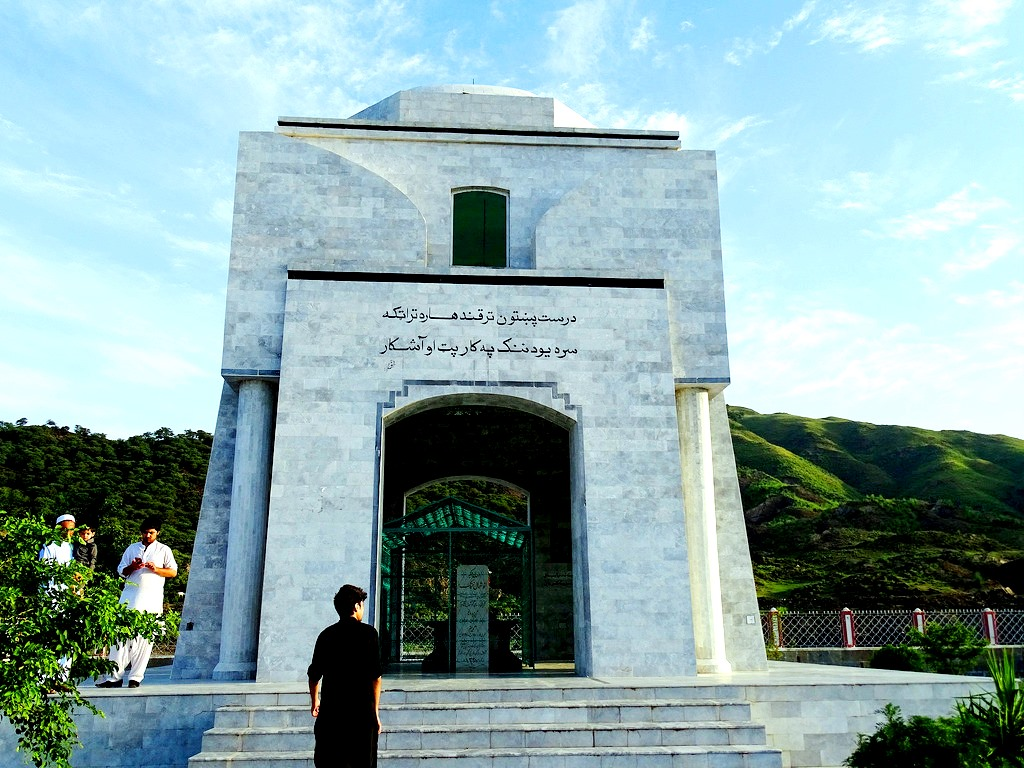
آرامگاه خوشحال‌خان خَتَّک در خیبر پختون‌خواه، پاکستان - ۲۰۱۸

خوشحال‌خان خَتَّک  (به پشتو: خوشحال خان خټک) شاعر و فرمانده نظامی پشتون( افغان) (۱۰۲۲–۱۱۰۰ هجری؛ ۱۶۱۳–۱۶۸۹ میلادی) معروفترین شاعر در دوران آغازین ادبیات پشتو است. وی به دو زبان پشتو و فارسی شعر می‌گفت.
برخی از سخنوران پیرو سبک خوشحال، و شامل‌شده در مکتب ادبی وی، عبارتند از: اشرف خان هجری، سکندرخان ختک، صدرخان ختک، و عبدالقادر خان ختک.
خوشحال خان در شعرهای خود پشتوها را به خاطر چنددستگی سرزنش زیادی کرده‌است.
خوشحال خان در سدهٔ ۱۷ میلادی و در زمان امپراتوری گورکانی هند در کوهپایه‌های هندوکش در استان مرزی شمال غربی پاکستان امروزی زندگی می‌کرد. او در منطقه نوشهره به دنیا آمد.

## پیشینه
خوش‌حال خان بیک فرزند شهبازخان ختک در سال ۱۰۲۲ هجری به دنیا آمد. خوش‌حال خان یک جنگجو و رئیس ایل ختک نیز بود. روستای خوشحال بیگ «اکوره ختک» نام دارد و ختک‌ها در این روستا ساکنند.
خوشحالخان چندین سال در هند در قلعهٔ «رنتنهبور» زندانی بود و افراد ایل ختک موفق شدند او را از این زندان فراری بدهند و تا زمانی که به روستا خود نرسیدند اورنگ‌زیب از این گریز آگاه نشده‌بود. خوش‌حال‌خان پس از آن با تیموریان نبرد کرد، و با شاه اورنگ‌زیب تا زمان مرگ دشمن بود و درین گیرودار در سال ۱۱۰۰ هجری در سن ۷۸ سالگی درگذشت.
گفته می‌شود که خوش‌حال‌خان کتاب «هدایه در فقه» را به پشتو ترجمه کرد، و کتاب‌های بسیار دیگری نیز نوشت.

## سروده‌ها
در مورد دیوان اشعار خوشحال خان گفته‌اند که به چهار هزار بیت می‌رسد و مشهورترین کتاب وی دستارنامه است، که گفته‌اند در زندان ظرف شش روز نوشته شده‌است.
خوشحال خان ختک، در گونه‌ها و قالب‌های گوناگون، چون غزل، قصیده، رباعی، قطعه، مثنوی، ترکیب‌بند، ترجیع‌بند، مخمس، و غیره به زبان پشتو، شعر سروده‌است. منظومه‌های: بازنامه، سوات‌نامه، فضلنامه، فالنامه، طب‌نامه، اخلاقنامه، فراقنامه، نام حق، خطنامه، فارسی وینا و غیره، در مجموع، حدود یکهزار صفحه از دیوان او را به خود اختصاص داده‌است.
نمونه شعر پشتو:
پس له بنده دی داعزم
د خوشحال دخاطر جزم
یا نیولی مخ مکی ته
یا مغلو سره رزم
بخش پایانی دیوان خوشحال خان اشعار فارسی اوست که ذیل عنوان «خوشحال خان ختک فارسی وینا» آمده‌است. این بخش از اشعار از ص ۹۸۶ تا ۱۰۰۴ دیوان را به خود اختصاص داده‌است که تعداد ۴۶ غزل و ۱۰ رباعی و یک فرد و پنج غزل ملمع (فارسی - پشتو) را دربر می‌گیرد.
خوشحال خان، شش غزل ملمع (فارسی - پشتو) نیز سروده که در مجموع شامل ۴۶ بیت است. این غزل‌ها فارسی است که معمولاً کلمات قافیهٔ آن را پشتو آورده‌است.
درون‌مایه غزل‌های فارسی خوشحال‌خان، عشق‌ورزی و تغزل، زهد و عرفان و اخلاق، شکایت از نفس نافرمان درون و دیوسرکش بیرون، بی‌وفایی یار و بدعهدی روزگار، مهر شاهان به درویشان، و موضوعات مذهبی را شامل می‌شود.
سرآغاز غزل‌های فارسی خوشحال خان این است:
پیر ما از می‌پرستی توبه فرماید مرا
الله الله وقت گل این توبه می‌شاید مرا
هر که از نظارهٔ روی بتان منعم کند
پند او گیرم به دل در دل نمی‌آید مرا
در غزل سوم گفته‌است:
نوبهار و می و معشوقه و جام است اینجا
زهد و پرهیز و ورع را چه مقام است اینجا
قصه کوتاه که در مذهب ما ای صوفی
غیر می هرچه بوَد جمله حرام است اینجا
در اشعار فارسی، گاهی «روهی» تخلص می‌کند و گاهی «خوشحال» و گاهی «خوشحالختک»، گاهی نیز غزل وی بدون تخلص دیده می‌شود؛ چنان‌که در ۱۳ غزل «روهی»، در ۲۱ غزل «خوشحال» و یک مورد «خوشحالختک» آمده‌است. در ۷ مورد نیز «کوهی» آمده که معلوم نیست «روهی» بوده و اشتباه نوشته شده، یا تخلص کوهی هم به کار برده‌است. هشت غزل هم بدون تخلص است.